# Zemiophora scutulata
Zemiophora scutulata är en stekelart som först beskrevs av Hartig 1838.  Zemiophora scutulata ingår i släktet Zemiophora och familjen brokparasitsteklar. Arten är reproducerande i Sverige. Utöver nominatformen finns också underarten Z. s. rufa.